# بورت دو أوتوي (مترو باريس)
بورت دو أوتوي (بالفرنسية: Porte d'Auteuil)‏ هي محطة مترو تابعة لمترو باريس تقع في فرنسا في الدائرة السادسة عشرة في باريس.

## مقالات ذات صلة
- مترو باريس
- قائمة محطات مترو باريس